# گریبادوف، ارمنستان
گریبادوف، ارمنستان (به ارمنی: Գրիբոյեդով) یک روستا در ارمنستان است که در استان آرماویر واقع شده‌است.  در  کیلومتری شمال آرماویر، مرکز استان آرماویر واقع شده است.

## خصوصیات
گریبادوف ۲٬۰۴۱ نفر جمعیت دارد و در ارتفاع  متر بالاتر از سطح دریا قرار گرفته است.